# Sporopodiopsis sipmanii
Sporopodiopsis sipmanii är en lavart som beskrevs av Sérus. 1997. Sporopodiopsis sipmanii ingår i släktet Sporopodiopsis och familjen Ectolechiaceae.   Inga underarter finns listade i Catalogue of Life.